# چنار خاوری
چنار خاوری (نام علمی: Platanus orientalis) نام یک گونه از سرده چنار است. در سراسر کشور ایران درختان چنار خاوری یافت می‌شود همچنین درختان چنار دیرینه سالی در برخی از شهرهای ایران دیده شده از نمونه درخت چنار کهنسال اسکو که از دیرینگی ۱۲۰۰ ساله برخوردار بوده و چندین چنار تناور و تنومند دیگر در شهرستان‌های تفرش، خامنه، آذرشهر و... به سال ۱۳۱۰ و در زمان به پایان رساندن کار ساخت خیابان ولی‌عصر در دو سوی این درازترین گذرگاه خاورمیانه، به شمار ۶۰ هزار نهال چنار از گونه چنار خاوری کاشته شد. امروزه خیابان ولی‌عصر تهران با چنارهای سر به آسمان دوخته‌ای که دارد آوازه جهانی یافته. درگذشته‌های نه چندان دور بلوار دانشگاه تبریز هم دارای شمار فراوانی از درختان چنار خاوری بود که با نبود رسیدگی اکنون بسیاری از چناران بلوار دانشگاه تبریز خشکیده و نابود شده‌اند.

## نگارخانه

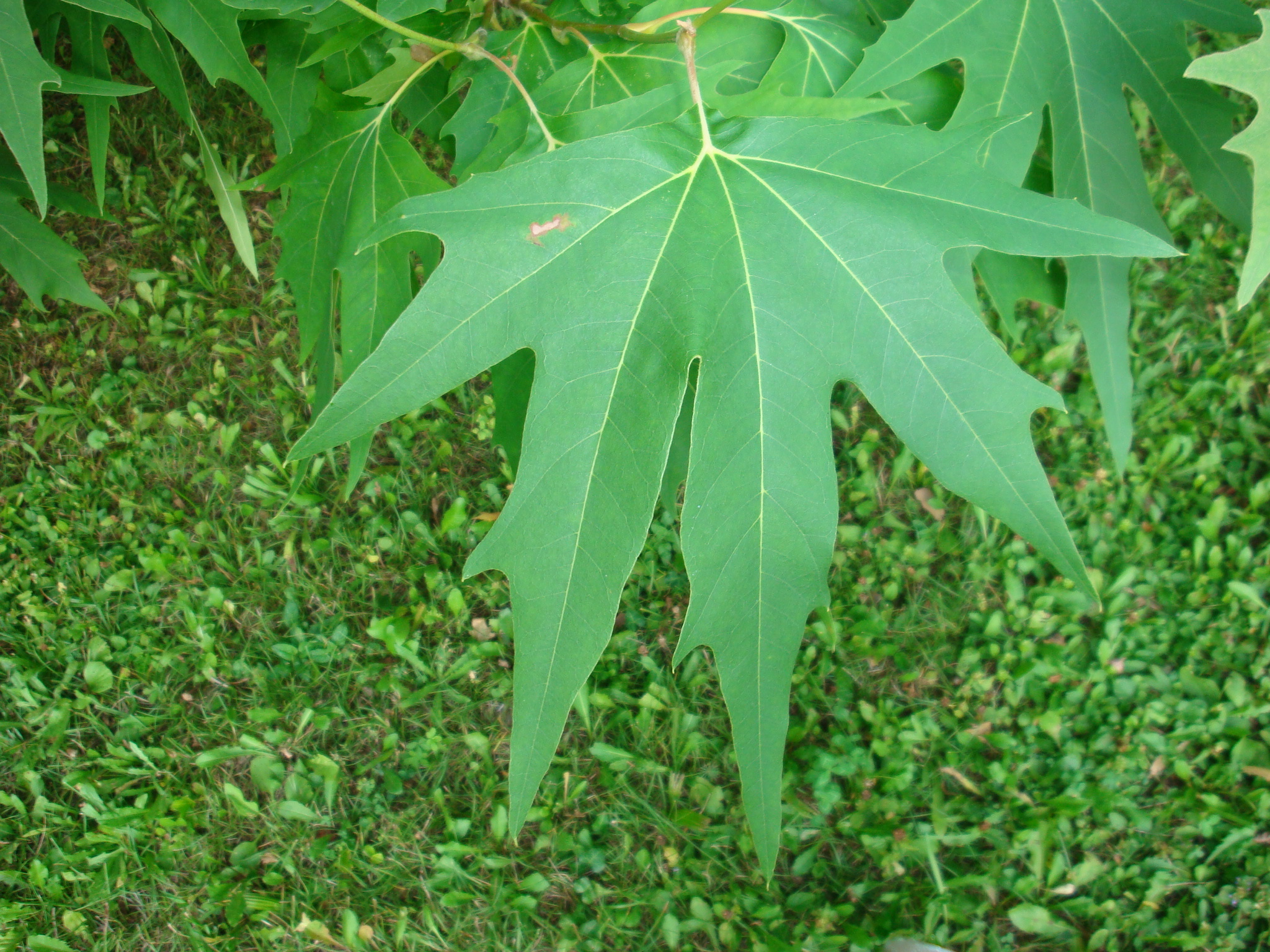
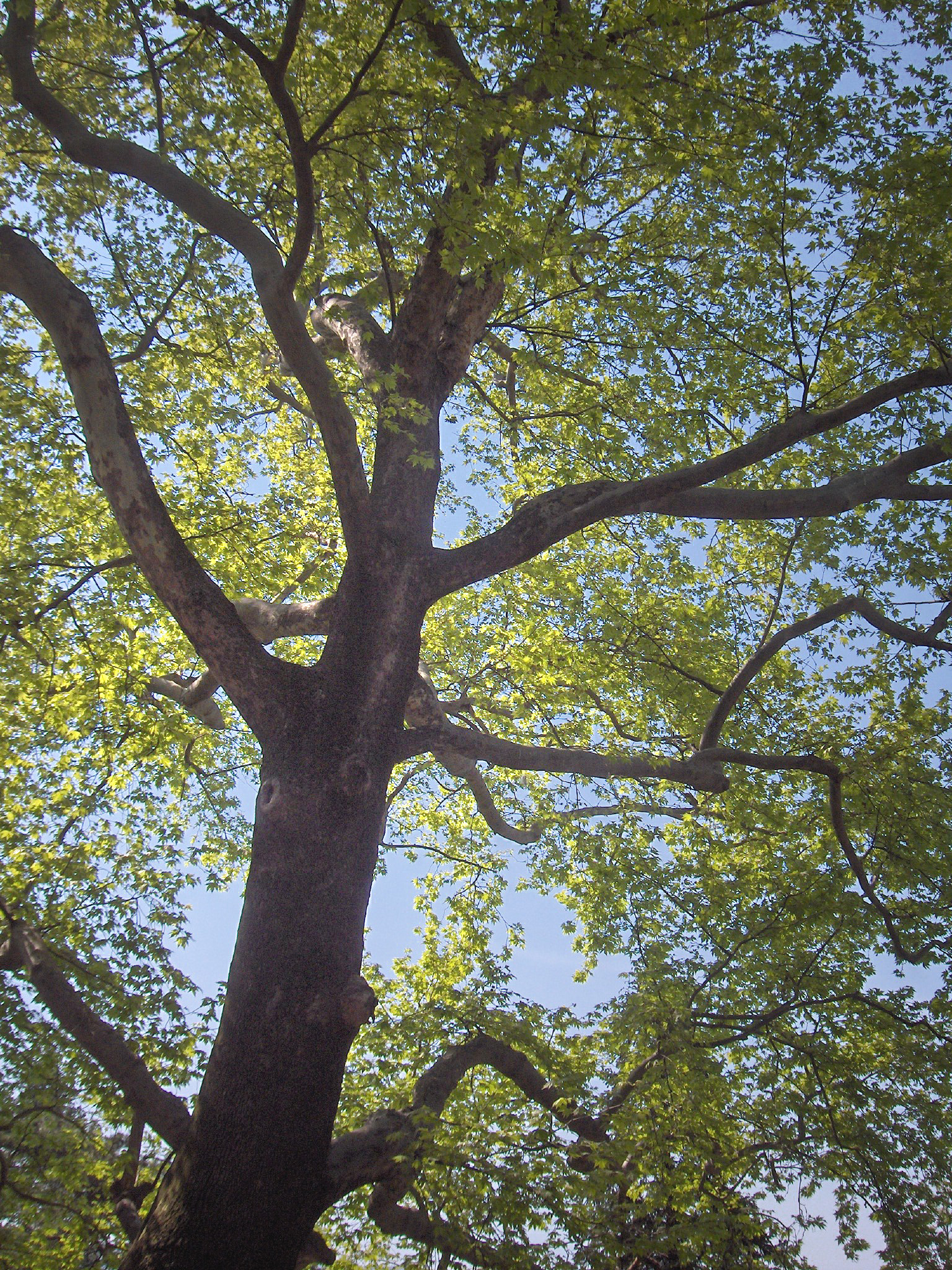
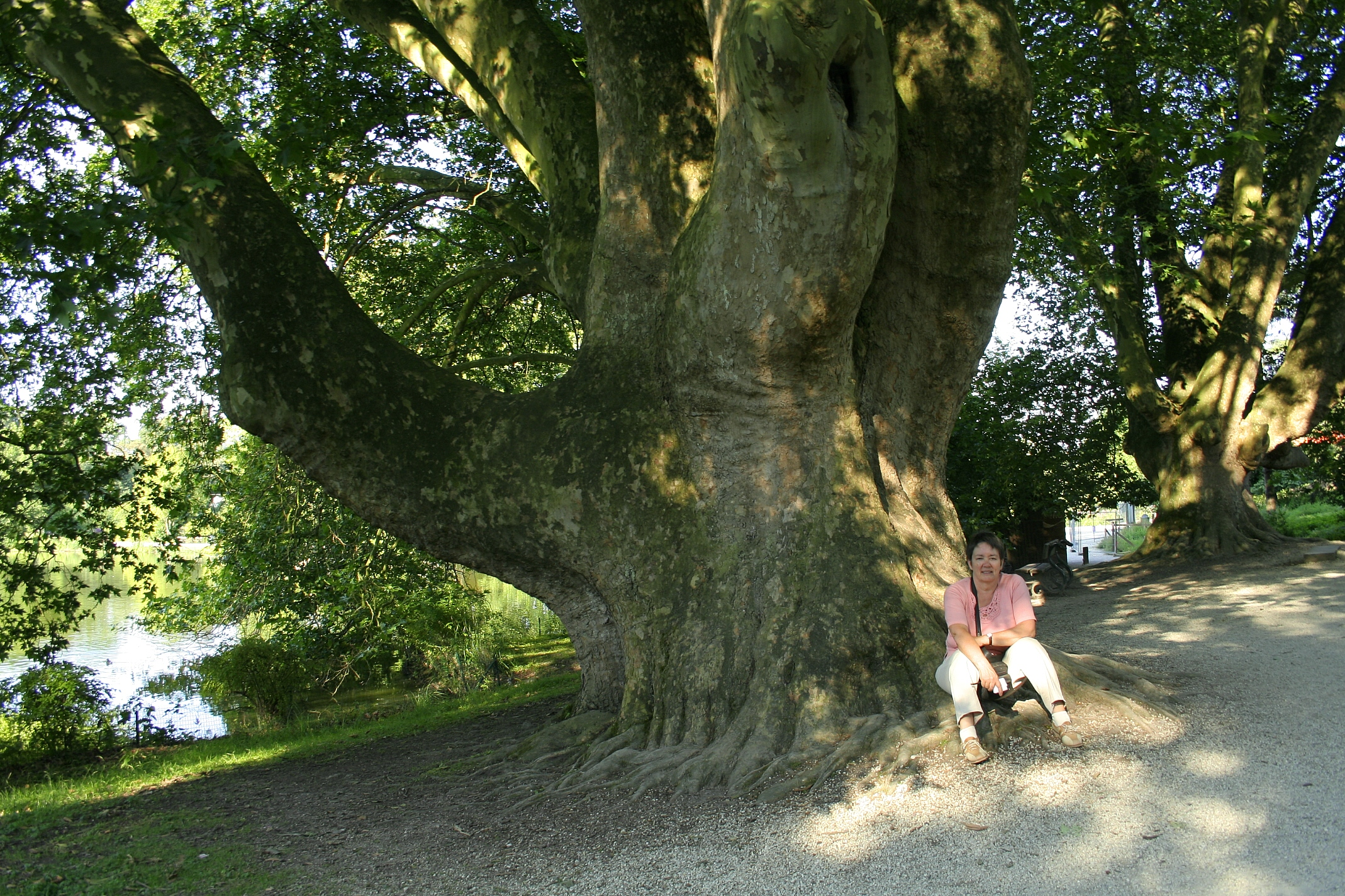
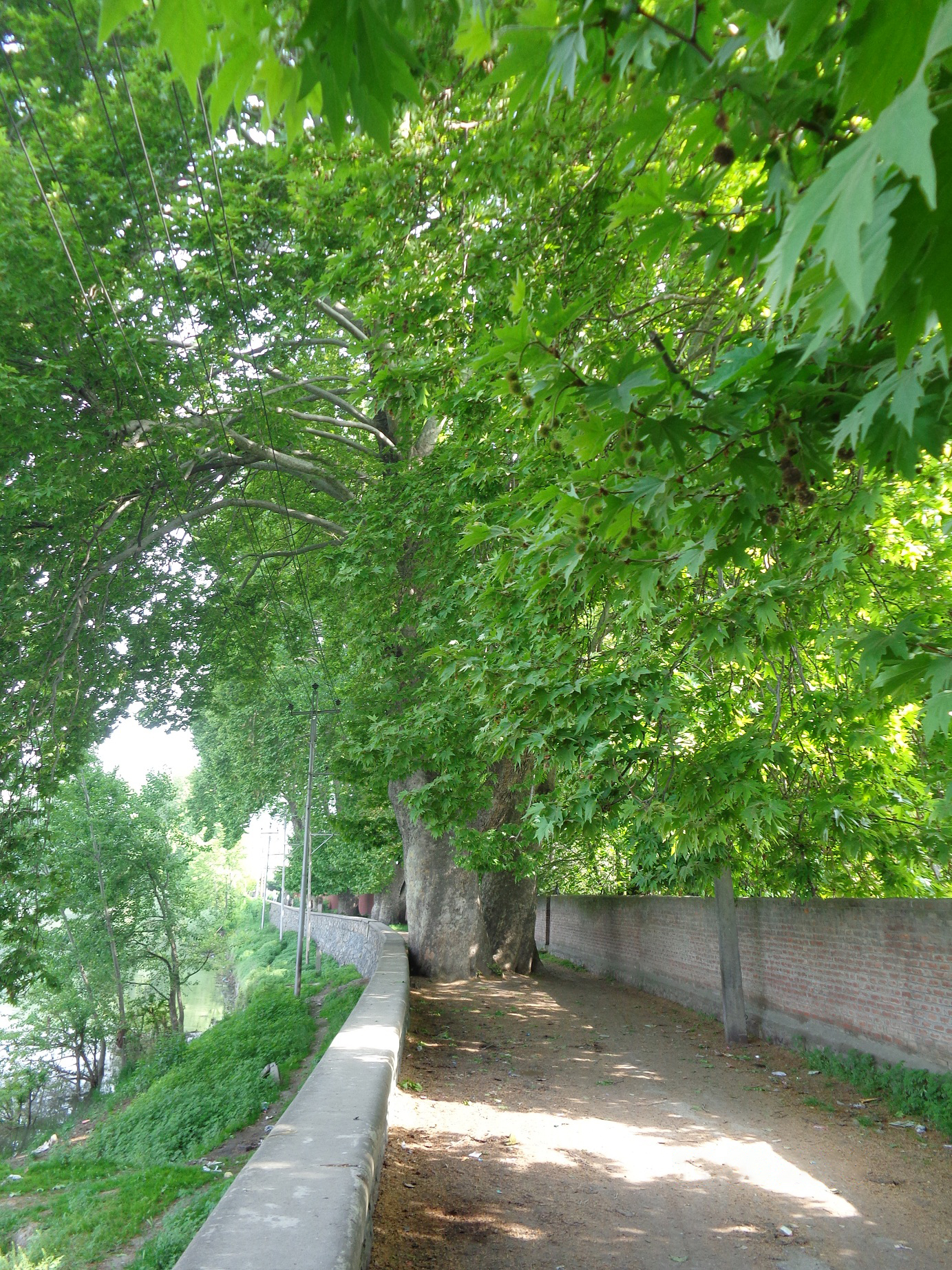